# Hoplocorypha bottegi
Hoplocorypha bottegi es una especie de mantis de la familia Thespidae.

## Distribución geográfica
Se encuentra en Etiopía, Somalia y Tanzania.